# 토니 블레어 정권
토니 블레어 정권 (premiership of Tony Blair)은 1997년 5월 2일 총선 결과에 근거하여 정부를 수립하라는 엘리자베스 2세 여왕의 명을 토니 블레어 대표가 수락하면서 공식적으로 시작되어, 2007년 6월 27일 블레어 총리가 사퇴하면서 끝이 났다. 블레어 총리는 재임기간 동안 제1대장경과 공무장관, 노동당 대표와 동시에 세지필드 지역구 국회의원을 겸했다. 또 1994년 7월 야당대표 취임 이래 역임해 오던 추밀원 위원직도 유지하였다.
블레어 정권은 노동당 역사상 가장 오랫동안 유지된 정권으로, 1974년 총선 이래 지금까지도 유일하게 노동당의 승리를 이끈 정권인 동시에, 3연속 총선 승리, 노동당 유일의 2연속 만기 총리라는 기록도 남겼다. 블레어 총리는 이른바 '신노동당'을 주창하면서 노동당이 전통적으로 옹호해 왔던 사회주의 정책에서 벗어나 친시장 정책을 수립하며, 노동당의 중도화를 이끈 주역이 되어 지지와 비판을 동시에 받았다.
내정 면에서는 의료와 교육 부문 공공예산을 확대하는 데 방점을 두었으며, 그 과정에서 이들 부문에 대한 시장 기반 개혁을 추진하였다. 또 임기 중 최저임금 도입, 고등교육 학비 지원, 스코틀랜드와 웨일스의 자치를 비롯한 헌법 개혁, 북아일랜드 평화 협상 등의 정책을 펼쳐나갔다. 이러한 흐름 속에 블레어 정권기 영국 경제는 호황을 누렸으며, 영국 국민의 실질소득도 18%가 증가하는 등의 경제적 성과를 거뒀다. 여기에 근로자 국민보험 급여세를 인상한 것을 제외하면, 첫 임기 동안 소득세 인상을 하지 않겠다는 보수당과의 협의도 지켰으며, 복지국가의 확대를 전폭적으로 추진한 덕에 상대적 빈곤의 대거 감소를 이끌었다는 평가도 존재한다.
외교에 있어서는 미국 조지 W. 부시 행정부의 외교정책을 적극 지지하여, 2001년 아프가니스탄 전쟁과 2003년 이라크 전쟁의 영국군 파병을 승인하면서 사회적으로 큰 논란과 비판에 직면하기도 했다. 2006년 9월 7일 처음 당대표 사퇴 의사를 밝힌 블레어 총리는 당초 시한으로 잡아두었던 2007년 9월 TUC 총회에 앞서, 2007년 6월 7일 총리직에서 물러났다.

## 같이 보기
- 토니 블레어
- 신노동당
- 고든 브라운 정권